# 罗江县 (孙吴)
罗江县，中国古县名。位于今天温州以南、福州以北，主要辖区在闽东，大致在今连江、罗源、蕉城、福安、福鼎等县市之间。
台州地方志称，罗江县设于孙吴赤烏二年（239年）。283年（西晋太康四年），从建安郡中分出晋安郡，并把罗江县从临海郡划归晋安郡；284年（太康五年），分罗江县地设温麻县（治所在今霞浦县沙江镇古县村）。此后，闽东地区罗江、温麻两县并立，直到南陈天嘉年间（560年—566年）罗江县被废除。
由于正史缺乏记载，其相关史料大多见于各种野史和地方志，其治所在何处，已成历史谜团。据推测，大致在今蕉城、福安、福鼎三地之间。

## 国主

### 南朝齐羅江國（477年—479年）
| 羅江國（477年—479年）丨食邑400戶 |              |    |      |             |      |
| 以討袁粲之功封                   |              |    |      |             |      |
| 代數                             | 封爵         | 謚 | 姓名 | 在位時間    | 備註 |
| 1                                | 羅江縣開國男 |    | 曹虎 | 477年—479年 |      |
| 改封監利縣開國男                 |              |    |      |             |      |